# گاس گیلمور
گاس گیلمور (انگلیسی: Gus Gilmore؛ زادهٔ ۳۱ ژانویهٔ ۱۹۶۲) فرد نظامی اهل استرالیا است. وی همچنین برندهٔ جوایزی همچون نشان ستاره برنزی شده‌است.